# Wereta
Wereta – miasto w Etiopii, w regionie Amhara. Według danych szacunkowych na rok 2015 liczy 33 200 mieszkańców.